# 吴小如
吴小如（1922年9月8日—2014年5月11日），原名吴同宝，曾用笔名少若，安徽泾县人，中国文学家。诗人吴玉如长子。

## 生平
先后就读于燕京大学、清华大学，1949年，毕业于北京大学中文系，受业于朱经畲、朱自清、沈从文、废名、游国恩、周祖谟、林庚等学者，也是俞平伯入室弟子，与朱家溍、刘曾复齐名。
著有《京剧老生流派综说》、《古文精读举隅》、《今昔文存》、《读书拊掌录》、《心影萍踪》、《莎斋笔记》、《常谈一束》、《霞绮随笔》及《当代学者自选文库·吴小如卷》、《吴小如戏曲文集全编》等，译有《巴尔扎克传》。